# Patrick Stevens
Patrick Stevens (* 31. Januar 1968 in Leut, Provinz Limburg) ist ein ehemaliger belgischer Leichtathlet, der sich auf den Sprint spezialisiert hatte. Er gewann eine Bronzemedaille bei Europameisterschaften und eine Silbermedaille bei Halleneuropameisterschaften.

## Sportliche Laufbahn
Patrick Stevens gewann von 1988 bis 2004 zwölf belgische Meistertitel im 100-Meter-Lauf und acht Titel im 200-Meter-Lauf.
1987 belegte Stevens den sechsten Platz über 100 Meter und den siebten Platz über 200 Meter bei den Junioreneuropameisterschaften. Im Jahr darauf bei den Olympischen Spielen in Seoul schied Stevens sowohl über 100 Meter als auch über 200 Meter im Viertelfinale aus. 1989 war für Stevens bei der Universiade 1989 über 200 Meter ebenfalls im Viertelfinale Schluss.
1990 bei den Europameisterschaften in Split erreichte Stevens das Finale über 200 Meter und belegte den siebten Platz. 1991 wurde Stevens über 200 Meter Dritter bei der Universiade in Sheffield. Eine zweite Bronzemedaille erkämpfte Stevens mit der 4-mal-100-Meter-Staffel. 1992 schied Stevens bei den Olympischen Spielen in Barcelona wie 1988 sowohl über 100 Meter als auch über 200 Meter im Viertelfinale aus.
1993 wurde Stevens über 200 Meter Sechster bei den Hallenweltmeisterschaften in Toronto. 1994 bei den Europameisterschaften in Helsinki schied Stevens über 100 Meter im Halbfinale aus. Über 200 Meter siegte der Norweger Geir Moen vor dem Ukrainer Wladyslaw Dolohodin. 0,21 Sekunden hinter Dolohodin und 0,02 Sekunden vor dem zweiten Ukrainer Serhij Ossowytsch erlief Stevens in 20,68 Sekunden die Bronzemedaille. 1996 bei den Olympischen Spielen in Atlanta schied Stevens einmal mehr im Viertelfinale über 100 Meter aus. Über 200 Meter erreichte er den Endlauf und wurde in 20,27 Sekunden Siebter.
Im Jahr darauf erreichte Stevens auch bei den Weltmeisterschaften 1997 in Athen das Finale über 200 Meter und wurde in 20,44 Sekunden Achter. 2000 war Gent Austragungsort der Halleneuropameisterschaften. Stevens gewann die Silbermedaille über 200 Meter hinter dem Briten Christian Malcolm. Seine internationale Karriere beendete Stevens 2005, er war aber in den letzten Jahren international nicht mehr erfolgreich.

## Persönliche Bestzeiten
- 60 Meter
  - Halle: 6,64 Sekunden, 11. Februar 2000, Gent
- 100 Meter: 10,14 Sekunden, 28. Juni 1997, Oordegem
- 200 Meter: 20,19 Sekunden, 5. Juni 1996, Rom
  - Halle: 20,66 Sekunden, 19. Februar 1995, Liévin und 25. Februar 2000, Gent